# Харківський червонозаводський державний український драматичний театр
Ха́рківський червонозаво́дський держа́вний украї́нський драмати́чний теа́тр — театр, який діяв 1927—1933 у Червонозаводському районі Харкова.

## Загальні відомості
Трупа складалася переважно з акторів Державного Драматичного Театру.
1927—1928 мист. керівник О. Загаров, з 1928 — В. Василько, режисер Л. Кліщеєв, декоратори Б. Косарів, Ю. Маґнер та ін.
В репертуарі зразки класики з перевагою драматургії а сов. тематикою (І. Микитенка, Я. Мамонтова, М. Ірчана, Л. Первомайського, І. Кочерги); ставив також «Розбійник Кармелюк» Л. Старицької-Черняхівської і «Гріх» В. Винниченка та амер. авторів: Ю. О'Нілла «Любов під в'язами» і Дж. Лондона «Вовча зграя».
У складі акторів були: Є. Зарницька, М. Петлішенко, Л. Гаккебуш, В. Маслюченко, Г. Крижанівська-Галицька, Й. Маяк, М. Тагаїв, І. Твердохліб, А. Крамаренко, О. Горська, Ю. Розумовська, В. Василенко, К. Блажко та ін.
З 1928 В. Василько, за прикладом Л. Курбаса, заклав при театрі лабораторію акторської майстерности та режисури.
Оформленням тератру займалися «бойчукісти», зокрема Марія Юнак.
1933 Х. Ч. Д. У. Д. Т. розформовано (був критикований за конструктивізм) і основний склад переведено до м. Сталіного (нині Донецьк), де на його базі створено Сталінський державний український драматичний театр імені Артема.